# نبرد ایچینوتانی
نبرد ایچی نو تانی (به ژاپنی: 一ノ谷の戦い) نبردی منجر به شکست خاندان تایرا در برابر خاندان میناموتو در سوماً-کو، کوبه، در غرب کوبه (شهر) در ژاپن بود.